# Trifolium patens
Trifolium patens là một loài thực vật có hoa trong họ Đậu. Loài này được Schreb. miêu tả khoa học đầu tiên.